# كأس بطولة الولايات المتحدة المفتوحة 2007
كأس بطولة الولايات المتحدة المفتوحة 2007 (بالإنجليزية: 2007 U.S. Open Cup)‏ هو الموسم 94 من كأس بطولة الولايات المتحدة المفتوحة. أقيم خلال الفترة 12 يونيو 2007 وحتى 2 أكتوبر 2007، وأشرف على تنظيمه اتحاد الولايات المتحدة لكرة القدم، وكان عدد الأندية المشاركة فيه 40، وفاز فيه نيو إنجلاند ريفولوشن.